# Prisión de Les Corts
La Prisión provincial de mujeres de Barcelona (1936-1955), con entrada por la calle Joaquim Molins 11. 

## Historia
El edificio lo mandó construir la familia Durán a mediados del siglo XVIII  levantado en los terrenos de la masía medieval de Can Duran o Feló, en el actual distrito de Les Corts. Se trata de un edificio de planta cuadrada con torre y capilla. Tras varios cambios de propietarios, en 1886 lo adquirió la orden de la Presentación, un grupo de religiosas dominicas francesas, que lo destinaron a asilo para "instruir y moralizar a jóvenes descarriadas" así como colegio para la instrucción católica. Pasó a llamarse el Asilo del Buen Consejo dedicándose a esta función hasta los años de la Segunda República.
Fue en primer lugar el gobierno de la Generalidad de Cataluña republicana el que lo habilitó como prisión, tras el derribo de la vieja cárcel de mujeres de Reina Amalia —situada en la Ronda de San Pablo—, en octubre de 1936, con el nombre de Correccional General de Dones. Tenía una capacidad para cien reclusas superando esta cifra en diferentes momentos como en 1938 cuando llegó a ciento setenta y cuatro presas. Durante la guerra civil albergó todo tipo de mujeres delincuentes y presas políticas de ideología derechista y también del POUM (Partido Obrero de Unificación Marxista).
Con la entrada de las tropas franquistas en Barcelona en enero de 1939, la cárcel de Les Corts se convirtió en prisión provincial de mujeres, regida por una orden religiosa (Hijas de la Caridad de San Vicente de Paúl) según la práctica habitual del régimen franquista en las cárceles femeninas. A mediados de 1939 había cerca de dos mil reclusas encerradas, con más de cuarenta niños. A lo largo de los años 1939 y 1940 fueron fusiladas cerca de una decena de mujeres.
De las condiciones infrahumanas de la cárcel franquista de Les Corts han dejado constancia las presas políticas que tuvieron la desgracia de conocerla, como María Salvo, Isabel Vicente, Laia Berenguer, Teresa Hernández, Enriqueta Gallinat, Soledad Real, Tomasa Cuevas o Joaquina Dorado. En su extenso huerto, centenares de reclusas fueron explotadas trabajando en beneficio de la orden religiosa de turno, sobre todo durante los primeros años.
A principios de los cincuenta se abrió un taller de costura. En octubre de 1955 se cerró la prisión y el colectivo de presas —por aquel entonces doscientas sesenta y tres, con diecinueve niños— fue trasladado a la Prisión Modelo de hombres. El edificio fue completamente derruido y en su lugar se levanta unos grandes almacenes.

## Monumento conmemorativo
El 14 de diciembre de 2019 se inauguró el espacio de la memoria de la Cárcel de Mujeres de les Corts. La instalación artística consta de seis piedras de escollera procedentes de diferentes lugares del territorio estatal siendo este el elemento central del monumento, cinco tótems informativos y cuatro tótems troncocónicos con iluminación, inscripciones en el suelo, una chapa de acero corten que reproduce el perímetro de la prisión y un muro de basalto donde están inscritas las fechas en las que el correccional estuvo abierto.